# Mount DeWitt
Mount DeWitt är ett berg i Antarktis. Det ligger i Östantarktis. Australien gör anspråk på området. Toppen på Mount DeWitt är 2 190 meter över havet.
Terrängen runt Mount DeWitt är kuperad söderut, men norrut är den platt. Trakten är obefolkad. Det finns inga samhällen i närheten. 